# Бријест (Лопаре)
Бријест је насељено мјесто у општини Лопаре, Република Српска, БиХ. Према попису становништва из 2013. године, у насељу је живјело 196 становника.

## Становништво
Према попису становништва из 1991. године, мјесто је имало 379 становника.
| Демографија | Демографија | Демографија |
| Година      | Становника  | Становника  |
| ----------- | ----------- | ----------- |
| 1961.       | 463         |             |
| 1971.       | 418         |             |
| 1981.       | 402         |             |
| 1991.       | 379         |             |
| 2013.       | 196         |             |